# Тервін
«Тервін» (англ. Terwin) — корпорація, що об'єднує активи, якими керує і співвласником яких є Руслан Шостак. У 17 компаніях, об'єднаних в корпорацію, працює 30 тисяч людей.
До корпорації співвласника мереж EVA та VARUS Руслана Шостака увійшли усі його бізнеси, зокрема у сфері роздрібної торгівлі продуктами харчування і дрогері товарами, девелопменту та автобізнесу.

## Історія
Товариство з обмеженою відповідальністю «Тервін груп» було зареєстроване у жовтні 2016 року у місті Дніпрі. Початково займалося наданням послуг бухгалтерського обліку й аудиту, консультуванням з питань оподаткування.
26 жовтня 2023 року Антимонопольний комітет України дозволив створити корпорацію «Тервін» (Terwin Group).
10 листопада 2023 корпорація Terwin уклала меморандум з урядовим офісом із залучення та підтримки інвестицій UkraineInvest про супровід інвестпроєкту на загальну суму понад 500 мільйонів доларів з можливістю розширення до 1 мільярда. Інвестпроєкт WINHUB стосується будівництва чотирьох логістичних комплексів — складських приміщень класу «А» площею 1 мільйон квадратних метрів у Львівській, Київській, Одеській та Дніпропетровській областях. Проєкт WINHUB включено до Інвестиційного довідника України від Мінекономіки та KSE Institute, презентованого на Ukraine Recovery Conference 2024 у Берліні.

## Склад і активи
До складу корпорації входить 16 компаній: «Омега» (мережа продуктових супермаркетів Varus), «Руш» (мережа магазинів товарів для догляду за тілом Eva), «Тервін Груп», «Тіксід», «Таврія Хаб», «Миттєва», «Формсайт», «Дігамма», «Мілтон-Груп», «Салтора Плюс», "Фірма «Аріант», «Нове Будівництво 2017», «Альтаір Д», «Апекс Н», «Аспект Д», «Латтеро», «Вінницяпобутхім», а також благодійний фонд Шостака.
Сумарні активи корпорації оцінюються в $1,6 млрд. Сукупний виторг компаній у довоєнний період сягав $2 млрд, а у 2023 році очікувався на рівні $1,7 млрд.